# Candida quercitrusa
Candida quercitrusa är en svampart som beskrevs av S.A. Mey. & Phaff 1998. Candida quercitrusa ingår i släktet Candida, ordningen Saccharomycetales, klassen Saccharomycetes, divisionen sporsäcksvampar och riket svampar.   Inga underarter finns listade i Catalogue of Life.